# Sax Rohmer
Pour les articles homonymes, voir Rohmer.
Sax Rohmer, de son vrai nom Arthur Henry Sarsfield Ward, né le 5 février 1883 à Birmingham et mort le 1er juin 1959 à Londres, est un romancier britannique. On lui doit en particulier une série de romans mettant en scène le génie du crime Fu Manchu.

## Biographie
Né d'une famille d'origine irlandaise, le jeune Ward se découvre très tôt un vif intérêt pour l'égyptologie et les sciences occultes. Il est renvoyé d'un emploi dans une banque pour avoir tenté d'hypnotiser un collègue de travail. Il s'engage alors dans une carrière de journaliste économique.
C'est en 1903 qu'il publie sa première nouvelle, The Mysterious Mummy, sous son pseudonyme Sax Rohmer, dans le magazine Pearson's Weekly. Il gagne ensuite sa vie en écrivant des sketches pour des comédiens et des nouvelles et des feuilletons pour la presse magazine. En 1909, il épouse Rose Knox (1886-1979) et fréquente des cercles d'occultisme où il rencontre notamment William Butler Yeats, Arthur Machen, Algernon Blackwood et le père de Dracula, Bram Stoker.
En 1910, il publie son premier roman, Pause !, puis, sous forme de feuilleton, la première histoire de Fu Manchu, Le Mystérieux Docteur Fu Manchu, de 1912 à 1913. Le succès de ce dernier récit rythmé est immédiat. De nombreux autres récits prolongent par la suite la lutte de Nayland Smith et du Dr Petrie contre la conspiration mondiale du Péril jaune que symbolise le diabolique docteur asiatique. Grâce au succès de Fu Manchu, et dans une moindre mesure de personnages comme Gaston Max ou Morris Klaw, Rohmer devient l'un des auteurs les mieux payés des années 1920 et 1930. Il n'apprend toutefois jamais à gérer correctement sa fortune, qu'il perd en grande partie au jeu.
Après la Seconde Guerre mondiale, il emménage à New York et invente le personnage de Sumuru, sorte de version féminine du terrible Fu Manchu. Il revient mourir à Londres, des suites de la grippe asiatique.

## Œuvre
Série Dr Fu Manchu

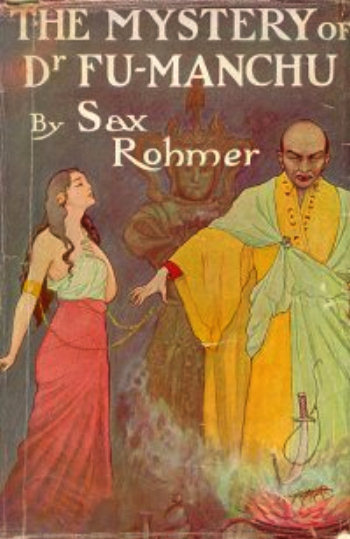
The Mystery of Dr. Fu-Manchu, couverture de l'édition originale, 1913.

- The Mystery of Dr Fu Manchu ou The Insidious Dr Fu Manchu [USA] (1913) Publié en français sous le titre Le Docteur Fu-Manchu, Paris, Librairie des Champs-Élysées, coll. Le Masque no 94, 1931 ; réédition, Paris, Opta, coll. Les Classiques du roman policier no 47, 1968 ; réédition dans une traduction révisée sous le titre Le Mystérieux Dr. Fu Manchu, Paris, Alta, 1978 ; réédition, Paris, 10/18 no 1973, 1988 ; réédition dans Fu Manchu, vol. 1, Paris, Librairie des Champs-Élysées, Les Intégrales du Masque, 1996 Publié en français dans une nouvelle traduction sous le titre Le Mystérieux  Docteur Fu-Manchu, Paris, Zulma, 2008 ; réédition, Paris, LGF, Le Livre de poche no 31416, 2009
- The Devil Doctor ou The Return of Dr Fu Manchu [USA] (1916) Publié en français sous le titre Le Diabolique Docteur Fu-Manchu, Paris, Librairie des Champs-Élysées, coll. Le Masque no 107, 1932 ; réédition, Paris, Opta, coll. Les Classiques du roman policier no 47, 1968 ; réédition dans une traduction révisée sous le titre La Résurrection de Fu-Manchu, Paris, Alta, 1978 ; réédition, Paris, 10/18 no 1974, 1988 ; réédition sous le titre Le Diabolique Docteur Fu-Manchu dans Fu Manchu, vol. 1, Paris, Librairie des Champs-Élysées, Les Intégrales du Masque, 1996 Publié en français dans une nouvelle traduction sous le titre Les Créatures du docteur Fu-Manchu, Paris, Zulma, 2008 ; réédition, Paris, LGF, Le Livre de poche no 31500, 2009
- The Si-Fan Mysteries ou The Hand of Fu Manchu [USA] (1917) Publié en français sous le titre Le Masque de Fu-Manchu, Paris, Librairie des Champs-Élysées, coll. Le Masque no 139, 1933 ; réédition dans une traduction révisée sous le titre Les Mystères du Si-Fan, Paris, Alta, 1978 ; réédition, Paris, 10/18 no 1975, 1988 ; réédition sous le titre Le Masque de Fu-Manchu dans Fu Manchu, vol. 1, Paris, Librairie des Champs-Élysées, Les Intégrales du Masque, 1996 Publié en français dans une nouvelle traduction sous le titre Les Mystères du Si-Fan, Paris, Zulma, 2010 ; réédition, Paris, LGF, Le Livre de poche no 32000, 2010
- The Daughter of Fu Manchu (1931) Publié en français sous le titre La Fille de Fu-Manchu, Paris, Librairie des Champs-Élysées, coll. Le Masque no 185, 1935 ; réédition dans une traduction révisée sous le titre La Fille de Fu-Manchu, Paris, Alta, 1978 ; réédition, Paris, 10/18 no 1976, 1988 ; réédition dans Fu Manchu, vol. 1, Paris, Librairie des Champs-Élysées, Les Intégrales du Masque, 1996
- The Mask of Fu Manchu (1932) Publié en français sous le titre Le Prophète au masque d'or, Paris, Alta, 1978 ; réédition dans Fu Manchu, vol. 1, Paris, Librairie des Champs-Élysées, Les Intégrales du Masque, 1996
- Fu Manchu's Bride ou The Bride of Fu Manchu [USA] (1933) Publié en français sous le titre L'Ombre pourpre, Paris, Éditions de France, coll. À ne pas lire la nuit no 106, 1937 Publié en français dans une nouvelle traduction sous le titre La Fiancée de Fu-Manchu, Paris, Alta, 1978
- The Trail of Fu Manchu (1934) Publié en français sous le titre Sur la piste de Fu-Manchu, Paris, Gallimard, coll. Détective no 10, 1938 Publié en français dans une nouvelle traduction sous le titre La Piste de Fu-Manchu, Paris, Alta, 1979
- President of Fu Manchu (1936) Publié en français sous le titre Le Président Fu-Manchu, Paris, Alta, 1979
- The Drums of Fu Manchu (1939) Publié en français sous le titre Les Tambours de Fu-Manchu, Paris, Alta, 1979
- The Island of Fu Manchu, (1941) Publié en français sous le titre L'Île de Fu-Manchu, Paris, Alta, 1979
- Shadow of Fu Manchu (1948) Publié en français sous le titre L'Ombre de Fu-Manchu, Paris, Alta, 1979
- Re-enter Dr Fu Manchu ou Re-enter Fu Manchu [USA] (1957) Publié en français sous le titre Fu-Manchu rentre en scène, Paris, Alta, 1979
- Emperor Fu Manchu (1959) Publié en français sous le titre Fu-Manchu empereur, Paris, Alta, 1979
- The Wrath of Fu Manchu and Other Stories (1973), recueil de nouvelles posthume Publié en français sous le titre La Colère de Fu-Manchu, Grenoble, J. Glénat, coll. Marginalia no 5, 1976

Série Sumuru
- Sins of Sumuru ou Nude in Mink [USA] (1950) Publié en français sous le titre Nue sous un manteau de vison, Paris, Del Duca, coll. Basilic rouge no 10, 1951 Publié en français dans une nouvelle traduction sous le titre Nu sous un manteau de vision, Paris, Alta, 1980
- Sumuru ou Slaves of Sumuru [USA] (1951) Publié en français dans une nouvelle traduction sous le titre Les Esclaves de Sumuru, Paris, Alta, 1980
- Virgin in Flames ou The Fire Goddess [USA] (1952) Publié en français dans une nouvelle traduction sous le titre La Déesse de feu, Paris, Alta, 1980
- Sand and Satin ou Return of Sumuru [USA] (1954) Publié en français dans une nouvelle traduction sous le titre Le Retour de Sumuru, Paris, Alta, 1980
- Sinister Madonna (1956) Publié en français dans une nouvelle traduction sous le titre La Madone des ténèbres, Paris, Alta, 1980

Série Gaston Max
- The Yellow Claw (1915) Publié en français sous le titre Le Crime de minuit, Paris, Librairie des Champs-Élysées, coll. Le Masque no 73, 1930
- The Golden Scorpion (1919), dans ce roman Fu-Manchu fait une courte apparition
- The Day the World Ended (1930)
- Seven Sins (1943)

Autres romans et recueils de nouvelles

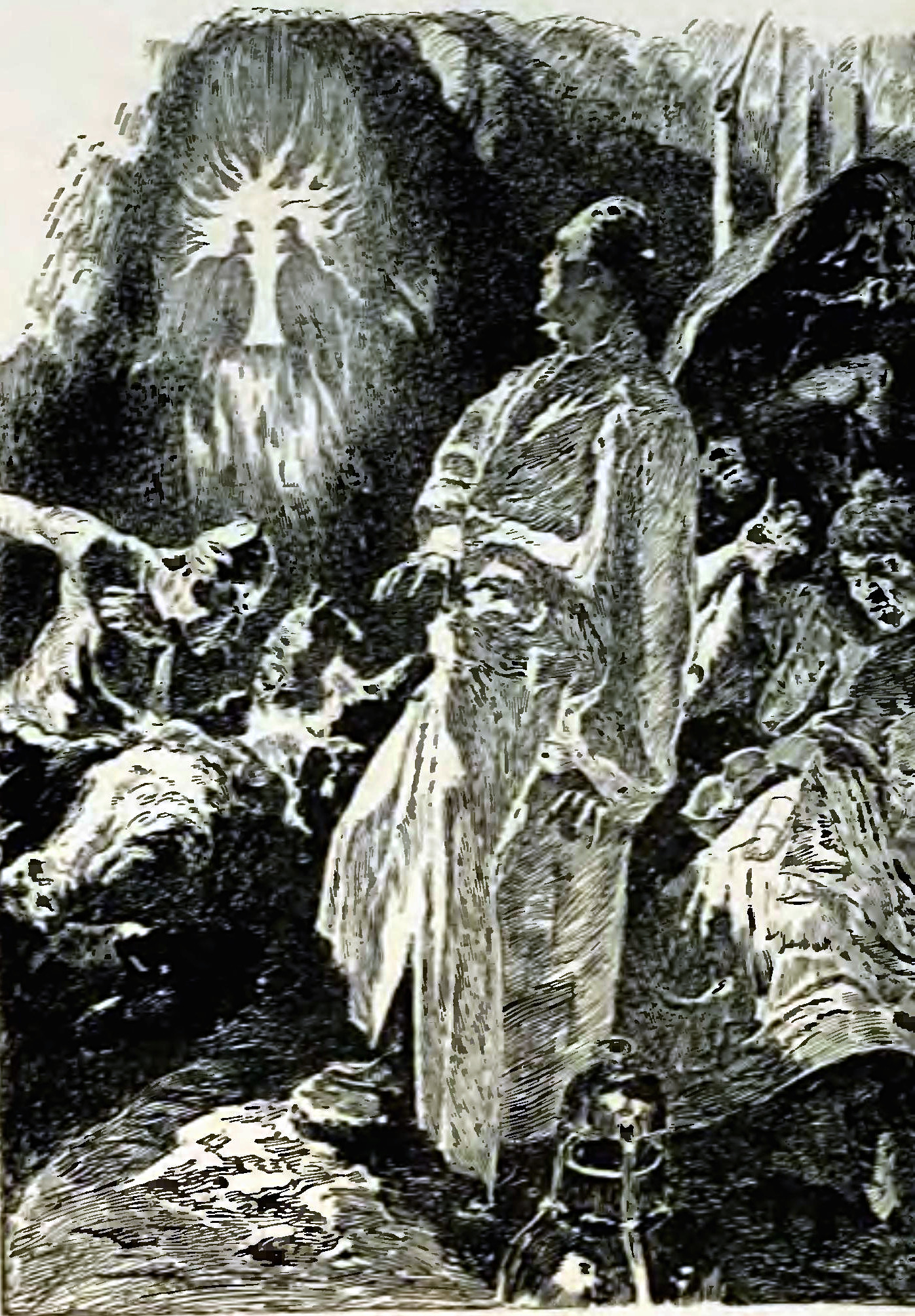
Fire-Tongue, frontispice par, 1922.

- Pause !, (1910), publié de façon anonyme
- Little Tich (1911), signé Harry Relph
- The Sins Of Séverac Bablon (1914)
- The Romance Of Sorcery (1914)
- 10.30 Folkestone Express (1917)
- The Orchard Of Tears (1918)
- The Quest of Sacred Slipper (1919) Publié en français sous le titre La Malédiction d'Allah, Paris, Éditions de France, coll. À ne pas lire la nuit no 35, 1934 Publié en français dans une autre traduction sous le titre L'Invisible Assassin, Paris, Éditions R. Simon, no 21, 1946 ; réédition, Paris, NéO, coll. Le Miroir obscur no 139, 1987
- Dope, a Story of Chinatown (1919)
- The Green Eyes of Bâst (1920) Publié en français sous le titre La Déesse aux yeux verts, Paris, Éditions de France, coll. À ne pas lire la nuit no 21, 1933 ; réédition, Paris, NéO, coll. Le Miroir obscur no 97, 1985
- Bat-Wing (1921)
- Fire-Tongue (1921)
- Grey Face (1924)
- Yellow Shadows (1925)
- Moon of Madness (1927)
- She Who Sleeps (1928) Publié en français sous le titre Celle qui dormait, Paris, Huilor, 1939
- The Emperor of America (1929)
- The Yellow Claw (1929)
- Egyptian Nights ou Bimbâshi Barûk of Egypt [USA] (1944)
- Hangover House (1949)
- Wulfheim (1950), signé Michael Furey
- The Moon is red (1954)

Recueils de nouvelles
- The Exploits Of Captain O'Hagan (1916)
- Tales of Secret Egypt (1918) Publié en français sous le titre Le Détective d'Allah, Paris, 10/18 no 1939, 1988 Publié en français sous le titre L'Esprit du faucon noir, Paris, 10/18 no 1940, 1988

Note : Ces deux volumes chez 10/18 reprennent intégralement Tales of the Secret Egypt, le cycle Tales of Abu Tabah et des nouvelles tirées d'autres recueils.
- The Dream-Detective (1920)
- The Haunting of Low Fennel (1920)
- Tales of Chinatown (1922) Publié en français sous le titre La Clé du temple du ciel, Paris, 10/18 no 2067, 1989
- Tales of East and West (1932)
- Salute to Bazarada and Other Stories (1939)
- The Secret of Holm Peel and Other Strange Stories (1970), recueil de nouvelles posthume

Note: Le recueil publié en français sous le titre La Malédiction des mille baisers (Paris, UGE, coll. Les Maîtres de l'étrange, 1981 ; réédition, Paris, 10/18 no 1852, 1987) est composé à partir de divers recueils et de nouvelles éparses.
Théâtre
- Round In 50 (1922), en collaboration avec Julian and Lauri Wylie
- The Eye of Siva (1923)
- Secret Egypt (1928)
- The Nightingale (1947), en collaboration avec Michael Martin-Harvey

Le personnage de Fu Manchu fait l'objet de nombreuses adaptations cinématographiques, notamment dans les années 1930, avec Boris Karloff, et dans les années 1960, avec Christopher Lee. Sumuru a quant à elle vu ses méfaits adaptés au cinéma dans les années 1960 avec Shirley Eaton dans le rôle pour deux films (The million eyes of Sumuru, The Girl from Rio, et dans au début des années 2000 avec le film Sumuru, où le rôle-titre est confié à Alexandra Kamp.

## Filmographie inspirée duDrFu Manchu

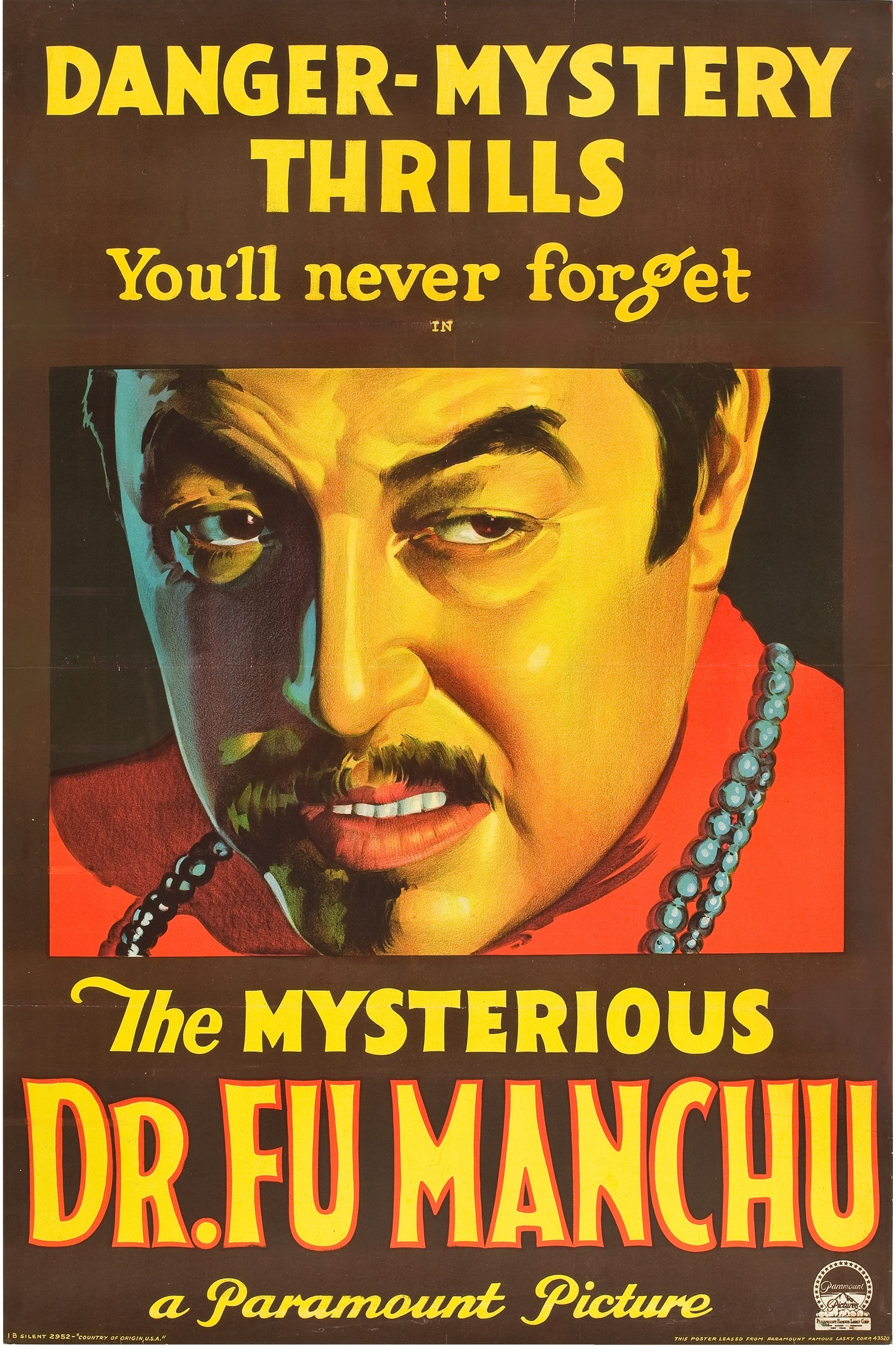
The Mysterious Dr. Fu Manchu (1929)

- 2007 : Grindhouse (films); (Werewolf Women of the SS) de Rob Zombie, Robert Rodriguez, Eli Roth...
- 1990 : La Hija de Fu Manchú '72, de Santiago Aguilar & Luis Guridi
- 1969 : The Castle of Fu Manchu de Jesús Franco
- 1968 : The Blood of Fu Manchu de Jesús Franco
- 1967 : The Vengeance of Fu Manchu de Jeremy Summers
- 1966 : The Brides of Fu Manchu de Don Sharp
- 1965 : The Face of Fu Manchu de Don Sharp
- 1956 : The Adventures of Dr Fu Manchu, série tv de Franklin Adreon & William Witney
- 1940 : Drums of Fu Manchu de John English & William Witney
- 1932 : The Mask of Fu Manchu de Charles Brabin
- 1931 : Daughter of the Dragon de Lloyd Corrigan
- 1930 : The Return of Dr Fu Manchu de Rowland V. Lee
- 1929 : The Mysterious Dr. Fu Manchu de Lloyd Corrigan
- 1924 : Karamaneh, The Cafe L'Égypte, The Green Mist, The Midnight Summons, Cragmire Tower, Greywater Park, The Coughing Horror de Fred Paul (en)
- 1923 : The Knocking on the Door, The Queen of Hearts, The Man with the Limp, The Shrine of the Seven Lamps, Aaron's Rod, The Miracle, The Fungi Cellars, The Call of Siva, The Clue of the Pigtail, The Sacred Order, The Cry of the Nighthawk, The Fiery Hand, The West Case, The Scented Envelopesde d'A.E. Coleby (en)
- 1920 : The Yellow Claw ou "La Griffe Jaune"de René Plaissetty avec Mary Massart

## Sources
- Jacques Baudou et Jean-Jacques Schleret, Le Vrai Visage du Masque, vol. 1, Paris, Futuropolis, 1984, 476 p. (OCLC 311506692), p. 369-372.
- Anne Martinetti, "Le Masque" : histoire d'une collection, Amiens, Encrage, coll. « Références » (no 3), 1997, 143 p. (ISBN 978-2-906389-82-3), p. 92.
- Claude Mesplède (dir.), Dictionnaire des littératures policières, vol. 1 : A - I, Nantes, Joseph K, coll. « Temps noir », 2007, 1054 p. (ISBN 978-2-910686-44-4, OCLC 315873251), p. 794 (Fu-Manchu).
- Claude Mesplède (dir.), Dictionnaire des littératures policières, vol. 2 : J - Z, Nantes, Joseph K, coll. « Temps noir », 2007, 1086 p. (ISBN 978-2-910686-45-1, OCLC 315873361), p. 667-668.